# Viaggio apostolico di Francesco in Portogallo 2017
Nel suo XIX Viaggio apostolico, Papa Francesco si è recato in Portogallo, dal 12 al 13 maggio, visitando la città di Fátima, per celebrare il Centenario delle apparizioni mariane ai tre pastorelli.
Durante la visita il Papa ha canonizzato i due veggenti Francesco e Giacinta Marto.
Si tratta della settima visita compiuta da un Pontefice in Portogallo e della sesta nel Santuario di Fátima dopo quelle di Paolo VI nel 1967, di Giovanni Paolo II nel 1982, nel 1983, nel 1991 e nel 2000 e infine di Benedetto XVI nel 2010.
Papa Francesco è stato il quarto Pontefice a visitare il Santuario di Nossa Senhora do Rosário de Fátima.